# Beyoğlu, Türkoğlu
Beyoğlu là một thị trấn thuộc huyện Türkoğlu, tỉnh Kahramanmaraş, Thổ Nhĩ Kỳ. Dân số thời điểm năm 2010 là 8.183 người.